# СРСР на літніх Олімпійських іграх 1952
Союз Радянських Соціалістичних Республік (СРСР) 1952 року вперше взяв участь в Олімпійських іграх у Гельсінкі, Фінляндія.
Це був перший раз, після 1912 року, коли росіяни брали участь в Іграх. Володимир Сироватка, спортсмен українського походження, взяв участь в Олімпіаді 1936 року в Берліні, де завоював золоту медаль.
У багатонаціональній делегації взяли участь спортсмени росіяни, українці, вірмени, азербайджанці, грузини, узбеки та інші. Всього було 295 учасників, 255 чоловіків і 40 жінок, які змагались у 141 дисциплінах у 18 видах спорту.

## Медалі за видами спорту
| Спорт                           | Золото | Срібло | Бронза | Загалом |
| Спортивна гімнастика            | 9      | 11     | 2      | 22      |
| Боротьба                        | 6      | 2      | 2      | 12      |
| Важка атлетика                  | 3      | 3      | 1      | 7       |
| Легка атлетика                  | 2      | 8      | 7      | 17      |
| Академічне веслування           | 1      | 2      | 0      | 3       |
| Стрільба                        | 1      | 1      | 2      | 4       |
| Бокс                            | 0      | 2      | 4      | 6       |
| Баскетбол                       | 0      | 1      | 0      | 1       |
| Веслування на байдарках і каное | 0      | 0      | 1      | 1       |

## Здобутки республік
| Місце | Країна              | Золото | Срібло | Бронза | Загалом |
| ----- | ------------------- | ------ | ------ | ------ | ------- |
| 1     | РРФСР               | 19     | 35     | 15     | 69      |
| 2     | Українська РСР      | 10     | 11     | 1      | 22      |
| 3     | Грузинська РСР      | 3      | 4      | 2      | 9       |
| 4     | Вірменська РСР      | 2      | 2      | 0      | 4       |
| 5     | Естонська РСР       | 1      | 3      | 0      | 4       |
| 6     | Узбецька РСР        | 1      | 1      | 0      | 2       |
| 7     | Литовська РСР       | 0      | 4      | 0      | 4       |
| 8     | Азербайджанська РСР | 0      | 1      | 1      | 2       |
| 9     | Латвійська РСР      | 0      | 1      | 0      | 1       |

## Здобутки українських спортсменів
Українські спортсмени виступали на Олімпіаді у складі збірної СРСР.
 Олімпійськими чемпіонами стали:
- Чукарін Віктор Іванович — спортивна гімнастика (командна першість, абсолютна першість, вправи на коні, опорний стрибок);
- Бочарова Ніна Антонівна — спортивна гімнастика (командна першість, колода);
- Гороховська Марія Кіндратівна — спортивна гімнастика (командна першість, абсолютна першість);
- Леонкін Дмитро Максимович — спортивна гімнастика (командна першість);
- Пункін Яків Григорович — греко-римська боротьба (напівлегка вага);

 Срібними призерами стали:
- Чукарін Віктор Іванович — спортивна гімнастика (кільця, бруси);
- Бочарова Ніна Антонівна — спортивна гімнастика (абсолютна першість, командні вправи з предметом, опорний стрибок);
- Гороховська Марія Кіндратівна — спортивна гімнастика (командні вправи з предметом, бруси, колода, вільні вправи);
- Жилін Георгій Семенович — академічне веслування (двійка);
- Ємчук Ігор Федорович — академічне веслування (двійка).

 Бронзовими призерами стали:
- Леонкін Дмитро Максимович — спортивна гімнастика (кільця).